# Senado da Nigéria
O Senado da Nigéria (em inglês, Nigerian Senate) consiste na câmara alta da Assembleia Nacional da Nigéria. A divisão das bancadas parlamentares estaduais obedece ao seguinte princípio: os 36 estados nigerianos elegem periodicamente 3 senadores a cada 4 anos. Por sua vez, o Território da Capital Federal, onde localiza-se a capital Abuja, elege somente 1 senador, totalizando o número exato de 109 senadores que compõem esta casa legislativa.

## Estrutura interna
O presidente do Senado é também o presidente da Assembleia Nacional e sua principal função institucional é presidir as sessões ordinárias e extraordinárias orientar e determinar o ritmo dos trabalhos legislativos desempenhados na Casa. Seu titular é também o terceiro líder na linha de sucessão presidencial nigeriana, assumindo interinamente a presidência da Nigéria na ocasião de ausência do presidente e do vice-presidente. Atualmente, o cargo é ocupado por Ahmed Ibrahim Lawan, senador filiado ao Congresso de Todos os Progressistas (APC).
Além do presidente, há também o vice-presidente do Senado, que é responsável por presidir as sessões ordinárias e extraordinárias da Casa na ausência do titular. Tal cargo é atualmente ocupado por Ovie Omo-Agege, que igualmente é senador filiado ao Congresso de Todos os Progressistas (APC).

Além da Mesa Diretora, há também o Líder da Maioria, ocupado por algum senador filiado ao partido com a maior bancada parlamentar, que geralmente costuma ser o partido governista. Também há o Líder da Minoria, por sua vez, ocupado por algum senador filiado a algum partido com representação parlamentar não majoritária, que geralmente costuma ser o segundo maior partido da Casa. Atualmente, tais cargos são desempenhados por Yahaya Abdullahi (APC) e Enyinnaya Abaribe, senadora filiada ao Partido Democrático do Povo (PDP), respectivamente.

## Divisão territorial do país
|  | 1. Abia 2. Adamawa 3. Akwa Ibom 4. Anambra 5. Bauchi 6. Bayelsa 7. Benue 8. Borno 9. Cross River 10. Delta 11. Ebonyi 12. Edo 13. Ekiti 14. Enugu 15. Gombe 16. Imo 17. Jigawa 18. Kaduna 19. Kano | 1. Katsina 2. Kebbi 3. Kogi 4. Kwara 5. Lagos 6. Nasarawa 7. Níger 8. Ogun 9. Ondo 10. Osun 11. Oyo 12. Plateau 13. Rivers 14. Sokoto 15. Taraba 16. Yobe 17. Zamfara 18. Território da Capital Federal |